# Родительный падеж
Роди́тельный паде́ж, генити́в (лат. genitivus, genetivus, др.-греч. γενική) — один из косвенных падежей, в языках мира обычно выражающий притяжательные отношения (то есть отношения принадлежности), а также имеющий целый ряд других функций. Этим он отличается от притяжательного падежа (посессива), который выражает только принадлежность. Термин «родительный» восходит к древнегреческой традиции, где при помощи его указывалось, в частности, имя отца (родителя): «такой-то, (сын) такого-то».
Родительный падеж в славянских и балтийских языках появился в результате слияния индоевропейского генитива и индоевропейского аблатива, и сохраняет как окончание, так и функции последнего, употребляясь в значении исходной точки движения с предлогами из, от, с.

## В латинском языке

### Образование
| Склонение | ед. ч. | мн. ч. |
| --------- | ------ | ------ |
| 1         | -ae    | -arum  |
| 2         | -i     | -orum  |
| 3         | -is    | -um    |
| 003 (i)   | -is    | -ium   |
| 4         | -us    | -uum   |
| 5         | -ei    | -erum  |

Существует также ряд гетероклитных прилагательных 1-го и 2-го склонения с окончанием -ius в единственном числе.

### Функции генитива в латинском языке
Ещё в праиталийском языке (или даже ранее) исчезли два праиндоевропейских падежа из восьми: местный и инструментальный (им соответствуют русские предложный и творительный). Их функции приняли на себя другие падежи, в связи с чем (хотя и не только с этим) латинский родительный переводится на русский язык чаще русским родительным, но нередко предложным, хотя все случаи этим не исчерпываются.
Можно выделить следующие функции родительного падежа:
- Genitivus possessivus (родительный принадлежности): pila puellae — «мяч девочки», (лат.  род. → рус.  род.)
- Genitivus pretii (родительный цены): libertas cari est — «свобода дорогого стоит», дословно — «свобода дорогого есть», (лат.  род. → рус.  род. со сменой конструкции)
- Genitivus forensis или Genitivus criminis (родительный судебный): crimen falsi — «обвинение во лжи», дословно — «обвинение лжи», (лат.  род. → рус.  предлог + предложн.)
- Genitivus memoriae/oblivionis (родительный памяти/забвения): memor virtutis — «помнящий о доблести», дословно — «помнящий доблести», (лат.  род. → рус.  предлог + предложн.)
- Genitivus objectivus (родительный объекта): cupidus gloriae — «жаждущий славы», (лат.  род. → рус.  род.)
- Genitivus subjectivus (родительный субъекта): adventus Caesaris — «приход Цезаря», (лат.  род. → рус.  род.)
- Genitivus characteristicus (родительный характеризующий): cogitare hominis est — «размышлять — свойство человека», дословно — «размышлять» — человека есть», (лат.  род. → рус.  род. со сменой конструкции)
- Genitivus explicativus (родительный пояснительный): urbs Mediolani — «город Медиолан», дословно — «город Медиолана», (лат.  род. → рус.  именит.)
- Genitivus partitivus (родительный разделительный): primus amicorum meorum — «лучший из моих друзей», дословно — «лучший моих друзей» (лат.  род. → рус.  предлог + род.)
- Genitivus qualitatis (родительный качества): vir magnae virtutis — «человек большой доблести», (лат.  род. → рус.  род.)
- Genitivus generis (родительный рода), он же Genitivus quantitatis (родительный количества): multum amicorum — «много друзей», (лат.  род. → рус.  род.)

## В древнегреческом языке

### Образование
| Склонение | ед. ч.         | дв. ч. | мн. ч. |
| --------- | -------------- | ------ | ------ |
| I         | -ᾱς/ης (m -ου) | -αιν   | -ῶν    |
| II        | -ου            | -οιν   | -ων    |
| III       | -ος            | -οιν   | -ων    |

### Функции генитива в древнегреческом языке
- Genitivus characteristicus (родительный характеризующий): Μηδὲν ἁμαρτεῖν ἐστι θεῶν. — Богам свойственно ни в чём не ошибаться.
- Genitivus comparationis (родительный сравнения): Πολλῶν χρημάτων κρείττων ὁ παρὰ τοῦ πλήθους ἔπαινος. — Похвала народа лучше больших денег.
- Genitivus copiae (родительный изобилия): Οὐκ ἐμπλήσετε τὴν θάλατταν τριήρων; — Разве вы не наполните море боевыми кораблями?
- Genitivus criminis (родительный судебный): Ἐμὲ ὁ Μέλητος ἀσεβείας ἐγράψατο. — Мелет предъявил мне обвинение в нечестии.
- Genitivus generis (родительный рода): Λόγων μὲν ποταμός, νοῦ δ᾽ οὐδὲ σταλαγμός. — Слов река, а смысла ни капли.
- Genitivus inopiae (родительный недостатка): Ὁ μηδὲν ἀδικῶν οὐδενὸς δεῖται νόμου. — Тот, кто ни в чём не виноват, не нуждается ни в каком законе.
- Genitivus objectivus (родительный объекта): Οὐ χρὴ ἐν τοῖς τῶν ἐχθρῶνGsub ἁμαρτήμασι τὰς ἐλπίδας ἔχειν τῆς σωτηρίαςGobj. — Не следует в ошибках врагов иметь надежды на спасение.
- Genitivus partitivus (родительный разделительный): Πολλὰ τῶν ὑποζυγίων ἀπώλετο ὑπὸ λιμοῦ. — Многие из вьючных животных погибли от голода.
- Genitivus possesivus (родительный принадлежности): Οἱ Πελοποννήσιοι δύο καὶ εἴκοσι ναῦς τῶν Ἀθηναίων ἔλαβον. — Пелопоннесцы взяли двадцать два корабля афинян.
- Genitivus pretii (родительный цены): Τῶν πόνων πωλοῦσιν ἡμῖν πάντα τἀγάθ᾽ οἱ θεοί. — За труды продают нам боги все блага.
- Genitivus separationis (родительный удаления): Πολέμου καὶ κακῶν ἀπηλλάγην. — Я избавился от войны и несчастий.
- Genitivus subjectivus (родительный субъекта): Ὀργὴ φιλοῦντος μικρὸν ἰσχύει χρόνον. — Гнев любящего длится недолго.
- Genitivus temporis (родительный времени): Κλέαρχος ἡμέρας καὶ νυκτὸς ἦγεν ἐπὶ τοὺς πολεμίους. — Клеарх днём и ночью водил (войско) на неприятеля.

## В русском языке

### Функции
Основные функции родительного падежа в русском языке:
- притяжательная («улица города», «день рождения»)
- разделительная («немного масла», «один из нас»)
- отложительная («уберечься от беды», «выйти из воды», «что с них взять?»)

### Второй родительный
В процессе становления русского языка произошло слияние праславянских склонений имён с основой на *-o- и имён с основой на *-u-. В результате некоторые слова приобрели вторую форму родительного падежа ед.ч. на -у (-ю), которая приняла на себя определённые функции и которую поэтому выделяют иногда в отдельный падеж (количественно-определительный, разделительный, партитив).
Вторая форма употребляется главным образом в сочетаниях, где форма родительного падежа обозначает некоторое количество соответствующего предмета, например, «накрошил чесноку», «стакан чаю», «много шуму». В большинстве случаев эта форма факультативна, то есть вместо неё можно использовать обычный родительный падеж. Она часто имеет разговорный оттенок, и если при существительном есть определение, то предпочтительна форма на -a (-я): «ложка ароматного мёда».

### Предлоги
Слово в родительном падеже может управляться как без предлога (особенно в притяжательной функции), так и с использованием предлогов. Среди всех падежей русского языка родительный используется с наибольшим числом предлогов: без (безо), для, до, из (изо), из-за, из-под (из-подо), от (ото), с (со), у, близ, вблизи, ввиду, вглубь, вдоль, взамен, вкруг, вместо, вне, внизу, внутри, внутрь, вовнутрь, возле, вокруг, впереди, вроде, вследствие, выше, заместо, изнутри, касательно, кроме, кругом, меж, между, мимо, наверху, навроде, накануне, наподобие, напротив, насчёт, ниже, около, окрест, относительно, поверх, подле, позади, позднее, позже, помимо, поперёк, посередине, после, посреди, посредине, посредством, прежде, промеж, промежду, против, путём, ради, ранее, раньше, сверх, сверху, свыше, сзади, снизу, среди, средь. Многие из них употребляются только с родительным падежом.